# Phellinus roseocinereus
Phellinus roseocinereus är en svampart som först beskrevs av William Alphonso Murrill, och fick sitt nu gällande namn av D.A. Reid 1976. Phellinus roseocinereus ingår i släktet Phellinus och familjen Hymenochaetaceae.   Inga underarter finns listade i Catalogue of Life.